# بیبی بوم
بیبی بوم (انگلیسی: Baby Boom) (اشاره به رشد موالید در میانه قرن بیستم و بیبی‌بومر (بچه نسل انفجار جمعیت) یک فیلم کمدی رمانتیک به کارگردانی چارلز شایر است که در ۱۹۸۷ منتشر شد. این فیلم نامزد دریافت دو جایزه از چهل و پنجمین مراسم گلدن گلوب بود.

## بازیگران
- داین کیتن
- هارولد ریمیس
- سام وانامیکر
- سام شپارد
- جیمز اسپیدر
- پت هینگل
- روبن بارتلت
- شرا دانیزی
- کریس نوت
- مری کی پلیس
- ویکتوریا جکسون
- بورلی تاد
- مارگارت ویتون
- آنی گلدن